# Pierre Quillard
Pierre Quillard (14. juli 1864 i Paris – 4. februar 1912 i Neuilly) var en fransk forfatter.
Quillard dyrkede klassiske studier og debuterede 1885 med et parnassistisk påvirket digt La gloire du verbe, udgav året efter en symbolistisk verstragedie La fille aux mains coupées, samt senere L'errante (1896) og de lidenskabsfyldte digte La lyre héroïque et dolente (1898).
Som professor ved den armeniske højskole i Konstantinopel 1892—97 virkede han som ivrig forkæmper for Armeniens befrielse, grundlagde ugeskriftet Pro Armenia og skrev La question d'Orient (1898), efterfulgt 1902 af Pour l’Arménie (1902). Han oversatte de græske filosoffer Porphyrios (1893) og Iamblichos (1895), Sophokles’ Philoktetes (1901) samt Herondas’ Mimiamber.